# Vườn quốc gia Bryce Canyon
Vườn quốc gia Bryce Canyon (/ˈbraɪs/) là vườn quốc gia nằm ở phía tây nam Utah, Hoa Kỳ. Điểm đặc trưng chính của vườn quốc gia này là Hẻm núi Bryce, tên gọi này còn dùng để chỉ khu vực tự nhiên rộng lớn hơn.  Khu vực Bryce được đặt theo tên của Ebenezer Bryce và được công nhận là vườn quốc gia vào năm 1928. Vườn rộng 56 dặm vuông (145 km²).
Bryce có những cột đá được gọi là các hoodoos, được tạo bởi gió, nước và bào mòn nước đá của sông và đá lắng cặn lòng hồ. Các kiến tạo đá màu đỏ, màu cam và màu trắng tạo ra cảnh quan ngoạn mục cho du khách.
Khu vực Bryce đã được định cu bởi những người tiên phong Mormon trong thập niên 1850.

## Sách
- Harris, Ann G. (1997). Geology of National Parks. Tuttle, Esther; Tuttle, Sherwood D. (ấn bản thứ 5). Iowa: Kendall/Hunt Publishing. ISBN 0-7872-5353-7.{{Chú thích sách}}:  Quản lý CS1: ref trùng mặc định (liên kết)
- Kiver, Eugene P. (1999). Geology of U.S. Parklands. Harris, David V. (ấn bản thứ 5). New York: Jonh Wiley & Sons. ISBN 0-471-33218-6.{{Chú thích sách}}:  Quản lý CS1: ref trùng mặc định (liên kết)
- NPS contributors. Bryce Canyon visitors guide. Washington, D.C.: National Park Service. {{Chú thích sách}}: |author= có tên chung (trợ giúp) (public domain text)
- NPS contributors (Summer 2005). "Park Planner, Hiking and Shuttle Guide". The Hoodoo. Washington, D.C.: National Park Service. {{Chú thích báo}}: |author= có tên chung (trợ giúp)
- NPS contributors (2007). "Bryce Canyon National Park official website". Washington, D.C.: National Park Service. Truy cập ngày 16 tháng 11 năm 2008. {{Chú thích web}}: |author= có tên chung (trợ giúp)
- Tufts, Lorraine Salem (1998). Secrets in The Grand Canyon, Zion and Bryce Canyon National Parks (ấn bản thứ 3). North Palm Beach, Florida: National Photographic Collections. ISBN 0-9620255-3-4.{{Chú thích sách}}:  Quản lý CS1: ref trùng mặc định (liên kết)